# Умови прибутковості страхової компанії
Прибуток страхової компанії' — це різниця між страховими внесками клієнтів і їхніми винагородами в разі настання страхових випадків. Прибутковість прийнято вважати основним показником успішної діяльності підрозділу або корпорації в цілому, який надалі враховується її керівниками при нарахуванні премій співробітникам.

Випишемо умови, за яких страхова компанія в середньому буде прибуткова. Розглянемо випадок, коли страхова компанія повністю відшкодовує застрахований актив, тобто q = 1. 

Сподіваний прибуток компанії з розрахунку на одного клієнта в цьому разі становитиме величину:

{\displaystyle ((1-\pi \ )r-\pi \ )x(r)\quad (1)}

Будемо дотримуватись припущення, що всі клієнти страхової компанії однакові. Отже, за певних умов страхування вони всі гуртом страхуватимуться в однакових обсягах, або ухилятимуться взагалі від страхування. Це дає змогу розглядати питання про прибутковість страхової компанії з точки зору взаємовідносин компанії та одного клієнта.

З (1) випливає, що страхова компанія буде прибутковою (в середньому), якщо одночасно виконуються дві умови:

1) клієнт страхує хоча б частку свого активу, тобто:

{\displaystyle x(r)>0\quad (2)} ;

2) сподіваний страховий платіж клієнта компанії перевищує сподівану страхову компенсацію компанії клієнтові, тобто:

{\displaystyle (1-\pi \ )r>\pi \ \quad (3)} ; 

Теорема про рівновагу та її наслідок, коли q = 1, дають умови, за яких клієнт схиляється до страхування.

Згадаємо, що, згідно з наслідком з теореми про рівновагу, якщо q = 1, то:

{\displaystyle {\frac {(1-\pi \ )}{\pi \ }}r>{\frac {x^{\prime }(0)}{x^{\prime }(A)}}\Rightarrow \ x^{*}=0\quad (4)}

{\displaystyle {\frac {(1-\pi \ )}{\pi \ }}r<{\frac {u^{\prime }(qA)}{u^{\prime }((1-r)A)}}\Rightarrow \ x^{*}=A\quad (5)}

{\displaystyle {\frac {u^{\prime }(qA)}{u^{\prime }((1-r)A)}}<{\frac {(1-\pi \ )}{\pi \ }}r<{\frac {x^{\prime }(0)}{x^{\prime }(A)}}\Rightarrow \ 0<x^{*}<A\quad (6)}

Поєднуючи (6) та (3), робимо висновок, що умови прибутковості страхової компанії в середньому будуть такі:

{\displaystyle 1<{\frac {(1-\pi \ )}{\pi \ }}r<{\frac {x^{\prime }(0)}{x^{\prime }(A)}}\quad (7)}

Варто звернути увагу на цікаву особливість. Порівняння формул (5), (3) та (7) дає підстави стверджувати, що у разі виконання умов, достатніх для того, щоб власник активу страхував його повністю, страхова фірма буде в середньому збитковою.

Цей висновок, до речі, підтверджується розрахунками з Табл.2.

Числовий приклад

Для спрощення розрахунків буде запроваджене додаткове припущення: всі клієнти однакові, тобто мають однакові функції корисності й імовірності страхових випадків. Залишимо основні параметри моделі клієнта незмінними порівняно з прикладом, який розглядався вище, тобто: А = 20 000; імовірність страхового випадку {\displaystyle \pi \ =0.0001} , питомий страховий платіж {\displaystyle r=0.001} ,питома страхова винагорода {\displaystyle q=1}.
Система цінностей особи, яка страхується, описана в Табл. 1.
Особливостями системи цінностей особи, яка може скористатись послугами страхової компанії, є те, що найбільш болючими для неї будуть втрати останніх одиниць активу (20 ютилів за кожну тисячу з останніх п'яти). Кожна з наступних п'яти одиниць і втрата перших одиниць — найменш болюча.
На відміну від моделі клієнта питомий страховий платіж вже не фіксується й не є об'єктом вибору.
| Величина активу {\displaystyle X} (в тис.грн) | Гранича корисність {\displaystyle MU} | Корисність {\displaystyle (u(x))} |
| --------------------------------------------- | ------------------------------------- | --------------------------------- |
| 0                                             | 20                                    | 0                                 |
| 1                                             | 20                                    | 20                                |
| 2                                             | 20                                    | 40                                |
| 3                                             | 20                                    | 60                                |
| 4                                             | 20                                    | 80                                |
| 5                                             | 20                                    | 100                               |
| 6                                             | 10                                    | 110                               |
| 7                                             | 10                                    | 120                               |
| 8                                             | 10                                    | 130                               |
| 9                                             | 10                                    | 140                               |
| 10                                            | 10                                    | 150                               |
| 11                                            | 5                                     | 155                               |
| 12                                            | 5                                     | 160                               |
| 13                                            | 5                                     | 165                               |
| 14                                            | 5                                     | 170                               |
| 15                                            | 5                                     | 175                               |
| 16                                            | 1                                     | 176                               |
| 17                                            | 1                                     | 177                               |
| 18                                            | 1                                     | 178                               |
| 19                                            | 1                                     | 179                               |
| 20                                            | 1                                     | 180                               |

Якщо клієнт не страхується зовсім, то він матиме, як і раніше, актив обсягом 20 000 за відсутності страхового випадку, та нічого, якщо страховий випадок трапиться. З точки зору корисності, він матиме 180 ютилів (див. табл.1) з імовірністю 0,9999 та нічого з імовірністю 0,0001.
Сподівана корисність становитиме:

0,9999 х 180 + 0,0001 х 0 = 179,982.
Якщо клієнт страхує 4 000, то у разі відсутності страхового випадку то у нього залишається:

20 000 — 4 000 х 0,001 = 19,996,
а в разі страхового випадку — 4 000 гривень, корисність першої суми згідно з табл.1., становитиме 179,996, другої — 80. Звідси, сподівана корисність дорівнюватиме
179,996 х 0,9999 + 80 х 0,0001 = 179,986.
Таким чином, для особи з функцією корисності, яка відображена в таблиці 1 та страхування обсягом 4 000 є більш привабливим порівняно з випадком коли особа взагалі не страхується.
| {\displaystyle r*0.0001} | {\displaystyle ((1-\pi \ )r-\pi \ )} |
| ------------------------ | ------------------------------------ |
| 0                        | 2,00                                 |
| 1                        | 0,00                                 |
| 2                        | 1,50                                 |
| 3                        | 3,00                                 |
| 4                        | 4,50                                 |
| 5                        | 5,00                                 |
| 6                        | 5,00                                 |
| 7                        | 6,00                                 |
| 8                        | 7,00                                 |
| 9                        | 8,00                                 |
| 10                       | 6,75                                 |
| 11                       | 5,00                                 |
| 12                       | 5,50                                 |
| 13                       | 6,00                                 |
| 14                       | 6,50                                 |
| 15                       | 7,00                                 |
| 16                       | 7,50                                 |
| 17                       | 8,00                                 |
| 18                       | 8,50                                 |
| 19                       | 9,00                                 |
| 20                       | 4,75                                 |

Теорему остаточно доведено на числовому прикладі на основі Таблиці 2.